# M'Batto (département)
Pour les articles homonymes, voir M'Batto.
Le département de M’Batto est un département de Côte d'Ivoire.